# Caesiumazid
Caesiumazid ist eine anorganische chemische Verbindung des Caesiums aus der Gruppe der Azide.

## Gewinnung und Darstellung
Caesiumazid kann durch Reaktion von Stickstoffwasserstoffsäure und Caesiumhydroxid gewonnen werden.
{\displaystyle {\ce {HN3 + CsOH -> CsN3 + H2O}}}
Es kann auch durch Reaktion von Caesiumcarbonat mit Stickstoffwasserstoffsäure gewonnen werden.
{\displaystyle {\ce {Cs2CO3 + 2HN3 -> 2CsN3 + CO2 ^ + H2O}}}

## Eigenschaften
Caesiumazid ist ein Feststoff. Es kristallisiert in einer tetragonalen Kristallstruktur mit der Raumgruppe I4/mcm (Raumgruppen-Nr. 140) und vier Formeleinheiten pro Elementarzelle.

## Verwendung
Caesiumazid kann zur Herstellung von hochreinem Caesium verwendet werden.